# 利普良希納
51°11′24″N 28°50′53″E / 51.19000°N 28.84806°E
利普良希納（烏克蘭語：Липлянщина），是烏克蘭北部的村莊，隸屬日托米爾州的科羅斯滕區。該村面積0.89平方公里，海拔高度153米，2001年人口157，人口密度每平方公里177.2人。